# Istra u Narodnooslobodilačkom pokretu
Narodnooslobodilački pokret u Istri, antifašistički je pokret u Istri.

## Pripreme i početak ustanka
Počeci narodnooslobodilačkog pokreta u Istri ne mogu se jednoznačno odrediti jer je Istra tada bila sastavni dio Kraljevine Italije, pa se pokret na stranome državnom teritoriju razvijao u složenim vojnim i političkim uvjetima. Istra se spominje već u prvim proglasima KP Hrvatske u travnju 1941., no stvarne borbe na tlu Istre počinju tek kapitulacijom Italije i općim ustankom naroda Istre u rujnu 1943. godine. No i prije toga u Istri su se odvijale operacije pod vodstvom Komunističke partije.
U Istri je NOP bio nastavak tradicije antifašizma, koji je opstao unatoč represivnim mjerama talijanskih vlasti protiv Hrvata i Slovenaca. Primjerice, Specijalni sud za zaštitu države osudio je u periodu 1926. – 1943. na zatvor ili progonstvo 692 istarska antifašista. U borbi protiv fašizma i za nacionalna prava isticali su se narodnjaci, sljedbenici preporodnog pokreta i mnogi svećenici te članovi Komunističke partije Italije. Narodnooslobodilački pokret u Istri završava u svibnju 1945. godine oslobađanjem Istre od njemačke vojske.
Kako su se ciljevi Narodnooslobodilačkog pokreta Hrvatske i Slovenije podudarali s težnjama većinskog hrvatskog i slovenskog stanovništva Istre, po izbijanju Drugog svjetskog rata u Jugoslaviji članovi KP Hrvatske i KP Slovenije počinju djelovati na istarskom prostoru na kojem nisu imali ni članova ni organizacije. U pomoć su pristigli i istarski emigranti, koje je okupacija zatekla u različitim dijelovima Kraljevine Jugoslavije. Polagali su temelje otpora, okupljali stanovništvo i pripremali ga za oružanu borbu.
Stvarajući ilegalne punktove i organizacije članovi KP Hrvatske nailazili su na potporu većinskog pučanstva – narodnjački orijentirana hrvatskog seljaštva te manjega broja radnika. Obje su grupacije prihvatile opću platformu NOP-a za nacionalno i socijalno oslobođenje. S druge strane, čelnici ilegalne KP Italije (tal. Partito Comunista d'Italia) u Istri su se u početnoj fazi otvoreno suprotstavili pokretu koji je dolazio iz Hrvatske i Slovenije. Prijepori o oružanoj borbi, nacionalizmu i internacionalizmu poslije su prevladani te od početka 1942., a pogotovo od rujna 1943., talijanski antifašisti masovnije pristupaju hrvatskim i slovenskim partizanskim snagama.

## Narodnooslobodilački pokret do rujna 1943. godine
Znatnu je pomoć hrvatskim antifašistima u takvim okolnostima u Istri pružio Okružni komitet KPH za Hrvatsko primorje. Već prvi letak, objavljen u srpnju 1941. u Sušaku pod naslovom U borbu, podijeljen je ne samo u Sušaku i Primorju već i u Rijeci i dijelu Istre. Bio je to prvi pisani poziv na borbu koji se čitao u Istri. Organizaciju NOP-a u Medulinu, Prodolu i drugdje osnovali su u lipnju 1941. članovi Osvobodilne fronte Slovenije.
Talijanska je policija budno pratila razvoj NOP-a pa je krajem godine otkrila tršćansku i organizaciju na Puljštini, a 1942. liburnijsku i pazinsku. U vlaku su kraj Hrpelja 6. rujna 1942. uhićeni Mijo Pikunić i Mario Špiler, koji su putovali u Trst na sastanak s članovima KPI. Nakon otkrivanja medulinske organizacije SKOJ-a zatvoreni su i osuđeni njezini članovi.
Od sredine 1942. pokret dobiva čvršće organizacijske oblike: djeluju skupine suradnika i simpatizera, osnivaju se institucije NOP-a, organizacije KPH, Saveza komunističke omladine Jugoslavije, Ujedinjenog saveza antifašističke omladine Hrvatske i Antifašističkog fronta žena. Već u travnju 1942. na Nanosu su osnovane dvije partizanske čete, Vipavska i Brkinska. Krajem kolovoza osnovana je u Gorskom kotaru I. istarska partizanska četa kao dio II. bataljuna II. primorsko-goranskog odreda, koji je bio u ovlasti V. operativne zone Glavnog štaba Hrvatske. Već 3. rujna ona je ušla u Istru i izvela nekoliko oružanih akcija. Upornim političkim radom u NOP se uključuje i talijansko stanovništvo.
Talijanske vlasti posebnim su vojnim mjerama (mobilizacijom sposobnog stanovništva, podjelom vojnih obveznika na allogene i non allogene, zabranom korištenja vojnih dopusta, utvrđivanjem rapalske granice, nasilnom mobilizacijom mlađih godišta), uhićenjima, osudama, progonstvima i sustavnim nadzorom nastojale suzbiti subverzivnu djelatnost i onemogućiti širenje partizanskog pokreta iz Hrvatske i Slovenije na talijanski državni teritorij. NOP ipak uspijeva djelovati i u otežanim okolnostima.
U proljeće 1943. osnovano je u Karojbi Privremeno partijsko rukovodstvo za Istru s Josipom Matasom kao sekretarom. U kolovozu 1943. u Istri djeluje stotinjak narodnooslobodilačkih odbora s više od tisuću članova, osnovane su sve druge organizacije NOP-a, tiskaju se letci, proglasi i brošure, pokrenuta su glasila Glas Istre i Il Nostro Giornale, a do rujna 1943. oko 800 se Istrana uspjelo preko Rječine pridružiti snagama NOP-a.

## Kapitulacija Italije i njemačka ofenziva
Kapitulacijom Italije 9. rujna 1943. buknuo je opći ustanak. Razoružane su talijanske postrojbe, osnovani su Operativni štab za Istru te I., II. i III. brigada i dva odreda. Pod oružjem se našlo oko 10 000 Istrana. Partizanske su postrojbe kontrolirale cijeli poluotok osim Pule, Fažane, Brijuna, Vodnjana, Rijeke i Trsta. Politički djelatnici NOP-a izašli su iz ilegalnosti i objavili nacionalnooslobodilački i državotvorni program. Vlast su preuzeli NOO-i, a u mjestima u kojima nije ustrojena vlast NOP-a Komiteti javnog spasa (tal. Comitati di Salute Pubblica). Pazinskim odlukama od 13. i 26. rujna Istra je ujedinjena s maticom domovinom, što je tada potvrdilo i Zemaljsko antifašističko vijeće narodnog oslobođenja Hrvatske, priznata su prava talijanske manjine i izabran Pokrajinski NOO za Istru.
Njemačka Rommelova ofenziva u listopadu 1943. godine je novouspostavljenu vlast i partizanske postrojbe prisilila na povlačenje. Vjerojatno više od 3.000 boraca i isto toliko civila izgubilo je živote, uhićeno ih je više od 1.200, a u logore odvedeno više od 400 osoba, zapaljeno je i razoreno nekoliko stotina stambenih i gospodarskih zgrada. Njemačke postrojbe su pobile i oko 3.000 civila. NOP je nastavio djelovati i u uvjetima njemačke okupacije i represije, npr. pokolji u Šajinima, Bokordićima, Maloj Gajani, Križu.
Krajem listopada i početkom studenog 1943. Operativni štab za Istru osniva 13 partizanskih četa, svaku od nekoliko desetaka boraca. Njihov se broj do kraja godine udvostručio, a aktivnost intenzivirala. Oživljen je rad NOO-a, u prosincu 1943. održano Prvo savjetovanje KPH za Istru u Brgudcu 10. prosinca, zatim i Oblasna konferencija KPH za Istru u Račicama 25. prosinca te Oblasna konferencija SKOJ-a za Istru 29. prosinca.

## Aktivnosti NOP-a u 1944. godini i završne borbe za oslobođenje
U prvim mjesecima 1944. osnivaju se nove partizanske čete, bataljuni i udarni bataljuni, a 1. travnja 1944. na Učki je održana I. oblasna konferencija Ujedinjenog saveza antifašističke omladine Hrvatske (USAOH) za Istru i postrojena obnovljena Prva istarska brigada "Vladimir Gortan". U travnju su osnovani I. partizanski odred Učka, talijanski bataljun "Pino Budicin" 4. travnja na stanciji Bembo kraj Bala i II. puljski partizanski odred 15. travnja u Rudanima, a u lipnju 1944. II. istarska brigada. Postrojbe Operativnog štaba za Istru činila su u srpnju 1944. 4 864 vojnika, časnika i dočasnika. U kolovozu su u Čabru u Gorskom kotaru osnovane III. istarska brigada i Četrdesettreća divizija (Istarska). Toga ljeta održana je 22–23. srpnja i Oblasna konferencija Antifašističkog fronta žena (AFŽ) za Istru u Gvozdu kraj Rašpora. Osnovane su organizacije Jedinstvene narodnooslobodilačke fronte (JNOF) u kojima se kao konstitutivni čimbenik pojavljuje Privremeni odbor Talijanske unije za Istru i Rijeku. Djeluju seoski, općinski, kotarski, okružni NOO-i te Oblasni NOO kao najviše predstavničko tijelo NOP-a Istre. NOO-i nadziru kretanje, skrbe o sigurnosti i prehrani boraca i civilnog stanovništva, organiziraju žetvu i prikupljaju pomoć, a djeluju i u okupiranim gradovima. Članovi NOO-a i pripadnici NOP-a organiziraju učiteljske tečajeve i otvaraju škole na hrvatskom jeziku, prva 20. veljače 1944. u Sv. Donatu kraj Buzeta). Uz oblasna glasila Glas Istre, Il Nostro Giornale, Istarski vjesnik i Vijesti umnožavaju se i druga glasila (pazinske, buzetske i pulske Vijesti, Pazinske vijesti, Nove vijesti, Hrvatski list, Porečki vjesnik i La Nostra Lotta) te izdaju dnevne Radio vijesti. Umnožavaju se i oblasna glasila USAOH-a (Jedinstvo mladih i Noi Giovani) i AFŽ-a (Istranka i La Donna Istriana). Djeluje Oblasna kazališna družina "Otokar Keršovani", kazališne družine okružnih NOO-a za Buzet i Pazin, te talijanska kazališna družina. Jačanju kulturnih djelatnosti NOP-a pridonijela je Oblasna konferencija kulturnih radnika Istre 15. kolovoza 1944.
Ljetni uspjesi zaustavljeni su u jesen 1944. kad njem. snage utvrđuju obalu i prostor Ćićarije pa je djelovanje tijela NOP-a otežano. Zbog snažnog neprijateljskog pritiska dolazi i do nove upravne podjele, prema kojoj se preustrojavaju organizacije i institucije NOP-a. Ukinuti su okruzi Pazin i Buzet te osnovan novi okrug Poreč. U sastav okruga Pule ušli su otoci Cres i Lošinj. Partizanske postrojbe već su u kolovozu 1944. napustile Istru. U Gorski kotar povukli su se i pojedini dijelovi Oblasnog NOO-a za Istru, Oblasni komitet KPH, Oblasni komitet SKOJ-a te Oblasni odbori USAOH-a i AFŽ-a. Okružni komiteti KPH i Okružni NOO neposredno vezani za određeni teritorij održavali su kontinuitet NOP-a. NOO-i kao revolucionarni organi vlasti djelovali su na području pod njemačkom okupacijom sve do kraja rata u ilegalnim uvjetima. U ožujku 1945. na otoku Olibu okupili su se članovi Oblasnog NOO-a za Istru, kotarskih NOO-a i Okružnog i rajonskog NOO-a za Pulu, kako bi se pripremili za preuzimanje vlasti. Reorganizacijom su ustrojeni okruzi Rijeka i Pula, popunjen je administrativni aparat i osnovani novi odjeli. Krajem travnja snage JA s istarskim bataljunima započele su oslobađati Istru, u koju su se 27. travnja 1945. vratili članovi Oblasnog NOO-a te počeli organizirati novu vlast. Pazin je oslobođen 7. svibnja, a istoga dana predale su se njemačke snage u Puli.
U NOB-u su sudjelovala 28 754 Istrana, od kojih je oko 5 000 poginulo u borbama. Istrani su se borili i u pet prekomorskih brigada, koje su iz Italije prešle u Jugoslaviju i sudjelovale u borbama za konačno oslobođenje. Bilo je oko 5 800 civilnih žrtava, a u logore je odvedeno 21 509 ljudi.

## Istaknute osobe NOP-a i narodni heroji Istre
| - Moša Albahari - Vicko Antić - Olga Ban - Dragomir Benčić - Irma Benčić - Matteo Benussi Cio - Mate Blažina | - Giuseppe Pino Budicin - Nikola Car Crni - Jože Gregorčič - Jurica Kalc - Ruža Petrović - Joakim Rakovac | - Josip Joža Skočilić - Vitomir Širola Pajo - Jože Šuran - August Arsen Vivoda - Savo Vukelić |

## Više informacija
- Šesta neprijateljska ofenziva
- istarske brigade NOVJ
- prekomorske brigade NOVJ

## Vanjske poveznice
- Istarska enciklopedija: narodnooslobodilački pokret (NOP),  pristupljeno, 19. studenog 2013.
- Oružje i sloboda Istre, Ljubo Drandić, Zagreb, Školska knjiga, 1978.